# Suore francescane di Maria Immacolata (Joliet)
Le Suore Francescane di Maria Immacolata (in inglese Franciscan Sisters of Mary Immaculate; sigla O.S.F.) sono un istituto religioso femminile di diritto pontificio.

## Storia
La congregazione fu fondata nel 1865 a Joliet da Panfilo da Magliano insieme con Alfreda Moes: in origine le suore osservarono le costituzioni della congregazione di Allegany, ma nel 1881 Patrick Feehan, arcivescovo di Chicago, approvò le nuove costituzioni redatte per loro con l'aiuto dei frati minori della provincia del Sacro Cuore.
Nel 1878 un gruppo di 22 religiose guidate da Alfreda Moes lasciò Joliet per fondare una congregazione indipendente a Rochester; nel 1901 un altro gruppo di religiose si staccò dall'istituto per fondare la congregazione di Nostra Signora del Perpetuo Soccorso.
L'istituto, aggregato all'ordine dei frati minori dall'8 agosto 1867, ottenne l'approvazione  ad sesennium per le sue costituzioni il 15 gennaio 1901 e quella definitiva il 5 maggio 1909.

## Attività e diffusione
Le suore si dedicano all'educazione della gioventù.
Oltre che negli Stati Uniti d'America, sono presenti in Brasile; la sede generalizia è a Joliet.
Alla fine del 2015 l'istituto contava 155 religiose in 75 case.